# Kretomino
Kretomino [krɛtɔˈminɔ] (trước đây là Krettmin của Đức) là một ngôi làng thuộc khu hành chính của Gmina Manowo, thuộc quận Koszalin, West Pomeranian Voivodeship, ở phía tây bắc Ba Lan. Nó nằm khoảng 6 kilômét (4 mi) phía tây bắc Manowo, 3 km (2 mi) về phía đông nam Koszalin và 136 km (85 mi) về phía đông bắc của thủ đô khu vực Szczecin. Nó nằm gần quốc lộ 11, nối Kołobrzeg và Bytom. Có một kết nối xe buýt giữa Kretomino và trung tâm thành phố Koszalin (đường số 13).
Trước năm 1945, khu vực này là một phần của Đức. Đối với lịch sử của khu vực, xem Lịch sử của Pomerania.
Ngôi làng có dân số 410.